# Верховинная улица
Верхови́нная ву́лиця — улица в Святошинском районе города Киева, местность Святошино. Пролегает от Святошинской улицы до конца застройки. Возникла на границе XIX — XX века. Имела название Петропавловская. Современное название — с 1955 года.
Примыкают улицы Анатолия Петрицкого, Ивана Крамского, Фёдора Кричевского, Кольцевая дорога и Живописная улица. Между улицей Фёдора Кричевского и Кольцевой дорогой имеется перерыв в пролегании улицы (образовался в 1980-е годы в связи с частичной сменой застройки).

## Учреждения
- № 17 — детский сад № 601;
- № 69 — Киевская городская онкологическая больница;

## Географические координаты
координаты начала 50°27′13″ с. ш. 30°23′16″ в. д.
координаты конца 50°27′04″ с. ш. 30°20′55″ в. д.

## Транспорт
- Троллейбус Тр 7, 7к (по просп. Победы), 
39 (по Окружной дороге), 
41 (по Святошинской улице)
- Автобусы 23, 56 (по Окружной дороге)
- Станция метро «Святошин»
- Станция метро «Житомирская»
- Станция метро «Академгородок»
- Ж.д. станция Святошино

### Внешние ссылки
- Верховинная улица Архивная копия от 12 марта 2016 на Wayback Machine на сервисе Яндекс.Панорамы.